# Mark Mothersbaugh
Mark Mothersbaugh est un musicien, compositeur, chanteur, acteur et peintre américain né le 18 mai 1950 à Akron, Ohio (États-Unis).

## Biographie
Sans lunettes, Mark est "aveugle". À l'âge de 7 ans, il fut emmené chez l'ophtalmologiste où il reçut sa première paire de lunettes. Il a vu alors pour la première fois "de la fumée sortant des cheminées et des oiseaux". Après une première "expérience" du monde, il commença à dessiner, et sa maîtresse de CE1 admira ses dessins. Cette même nuit, il rêva être un artiste connu. En plus de la musique, Mark continue de peindre (dans un style influencé du surréalisme et par Andy Warhol).[réf. nécessaire]

## Carrière
Tandis que Mothersbaugh étudiait l'art à l'université de Kent State, il y rencontra Gerald Casale et Bob Lewis. Le 4 mai 1970, les tirs de la garde de l'Ohio sur les étudiants qui protestaient contre la guerre au Cambodge ont poussé Mark, Jerry et Bob à fonder Devo, en réponse à la "dévolution" (contraire de l'évolution) de la race humaine.
Depuis Devo, Mothersbaugh a composé des bandes originales de films, travaillant entre autres avec Wes Anderson pour Bottle Rocket, Rushmore, La Famille Tenenbaum et La Vie aquatique.
Il compose également pour des dessins animés et des jeux vidéo. Il a formé une compagnie de production musicale, Mutato Muzika, avec son frère Bob Mothersbaugh et quelques anciens membres de Devo.
Il a également composé la musique de la campagne publicitaire Get A Mac d'Apple (vu à la TV et sur Internet en 2006/2007)
Mark Mothersbaugh interprète une des dix-neuf versions de Daisy Bell (Harry Dacre, 1892) reprises sur l'album concept sorti le 13 mai 2014, The Music Gay Nineties Old Tyme: Daisy Bell, initié par le peintre Mark Ryden.

## Filmographie

### Comme compositeur

#### Cinéma

##### Longs métrages

###### Années 1980
- 1987 : Les Tronches 2 (Revenge of the Nerds II: Nerds in Paradise) de Joe Roth
- 1988 : Terreur à Alcatraz (Slaughterhouse Rock) de Dimitri Logothetis

###### Années 1990
- 1994 : It's Pat d'Adam Bernstein
- 1994 : The New Age de Michael Tolkin
- 1995 : L'Ultime Souper (The Last Supper) de Stacy Title
- 1995 : Flesh Suitcase de Paul Duran
- 1996 : Happy Gilmore de Dennis Dugan
- 1996 : Bottle Rocket de Wes Anderson
- 1996 : Le Corps du délit (The Big Squeeze) de Marcus DeLeon
- 1997 :  Breaking Up de Robert Greenwald
- 1997 : Best Men de Tamra Davis
- 1997 : Men de Zoe Clarke-Williams
- 1998 : Bongwater de Richard Sears
- 1998 : Un cadavre sur le campus (Dead Man on Campus) d'Alan Cohn
- 1998 : Rushmore de Wes Anderson
- 1998 : Les Razmoket, le film (The Rugrats Movie) de Norton Virgien et Igor Kovaljov
- 1999 : 200 Cigarettes de Risa Bramon Garcia
- 1999 : Belles à mourir (Drop Dead Gorgeous) de Michael Patrick Jann
- 1999 : It's the Rage (en) de James D. Stern

###### Années 2000
- 2000 : Les Aventures de Rocky et Bullwinkle (The Adventures of Rocky & Bullwinkle) de Des McAnuff
- 2000 : Les Razmoket à Paris, le film (Rugrats in Paris: The Movie - Rugrats II) de Stig Bergqvist
- 2001 : Camouflage de James Keach
- 2001 : Bad Girls (Sugar and Spice) de Francine McDougall
- 2001 : Glass, Necktie de Paul Bojack
- 2001 : La Famille Tenenbaum (The Royal Tenenbaums) de Wes Anderson
- 2002 : Sorority Boys de Wallace Wolodarsky
- 2002 : Bienvenue à Collinwood (Welcome to Collinwood) d'Anthony et Joe Russo
- 2002 : Cheaters (Cheats) d'Andrew Gurland
- 2003 : Thirteen de Catherine Hardwicke
- 2003 : Ivresse et conséquences (A Guy Thing) de Chris Koch
- 2003 : Les Razmoket rencontrent les Delajungle (Rugrats Go Wild) de John Eng et Norton Virgien
- 2003 : Mon chien, ce héros (Good Boy!) de John Hoffman
- 2004 : Le Journal intime d'une future star (Confessions of a Teenage Drama Queen) de Sara Sugarman
- 2004 : Envy de Barry Levinson
- 2004 : La Vie aquatique (The Life Aquatic with Steve Zissou) de Wes Anderson
- 2005 : Les Seigneurs de Dogtown (Lords of Dogtown) de Catherine Hardwicke
- 2005 : La Coccinelle revient (Herbie Fully Loaded) de Angela Robinson
- 2005 : The Big White de Mark Mylod
- 2005 : The Ringer de Barry W. Blaustein
- 2006 : Comment manger 10 vers de terre en une journée (How to Eat Fried Worms) de Bob Dolman
- 2006 : Le meilleur ami de l'homme (The Dog Problem) de Scott Caan
- 2007 : Nothing But the Truth (video) de Koen Mortier et Joe Vanhoutteghem
- 2007 : Mama's Boy - Fils à maman (Mama's Boy) de Tim Hamilton
- 2008 : Quid Pro Quo de Carlos Brooks
- 2008 : Une nuit à New York (Nick and Norah's Infinite Playlist) de Peter Sollett
- 2008 : New York, I Love You (segment "Brett Ratner") de Brett Ratner
- 2009 : Fanboys de Kyle Newman
- 2009 : Tempête de boulettes géantes (Cloudy with a Chance of Meatballs) de Phil Lord et Chris Miller
- 2009 : Falling Up de David M. Rosenthal
- 2009 : Circle of Eight de Stephen Cragg
- 2009 : The Invention of Dr. Nakamats (documentaire) de Kaspar Astrup Schröder

###### Années 2010
- 2010 : Ramona et Beezus(Ramona and Beezus) de Elizabeth Allen Rosenbaum
- 2010 : Salvando al Soldado Pérez de Beto Gómez
- 2011 : Happiness Is a Warm Blanket, Charlie Brown de Andrew Beall et Frank Molieri
- 2011 : Alvin et les Chipmunks 3 (Alvin and the Chipmunks: Chipwrecked) de 
Mike Mitchell
- 2012 : 21 Jump Street de Phil Lord et Chris Miller
- 2012 : Safe de Boaz Yakin
- 2012 : Ce qui vous attend si vous attendez un enfant (What to Expect When You're Expecting), de Kirk Jones
- 2012 : Hôtel Transylvanie (Hotel Transylvania) de Genndy Tartakovsky
- 2013 : The Short Game (documentaire) de Josh Greenbaum
- 2013 : L'Île des Miam-nimaux : Tempête de boulettes géantes 2 (Cloudy with a Chance of Meatballs 2) de Cody Cameron et Kris Pearn
- 2013 : Last Vegas de Jon Turteltaub
- 2014 : La Grande Aventure Lego (The Lego Movie) de Phil Lord et Chris Miller
- 2014 : 22 Jump Street de Phil Lord et Chris Miller
- 2014 : Pitch Perfect 2 d'Elizabeth Banks
- 2014 : Regular Show: The Movie de J. G. Quintel
- 2015 : Hôtel Transylvanie 2 (Hotel Transylvania 2) de Genndy Tartakovsky
- 2015 : Forever de Tatia Pilieva
- 2015 : Alvin et les Chipmunks : À fond la caisse (Alvin and the Chipmunks: The Road Chip)
- 2016 : Pee-wee's Big Holiday de John Lee
- 2017 : Beatriz at Dinner de Miguel Arteta
- 2017 : Brad's Status de Mike White
- 2017 : Lego Ninjago, le film (The Lego Ninjago Movie) de Charlie Bean, Paul Fisher et Bob Logan
- 2017 : Me gusta, pero me asusta de Beto Gómez
- 2017 : Thor: Ragnarok de Taika Waititi
- 2018 : Hôtel Transylvanie 3 : Des vacances monstrueuses (Hotel Transylvania 3: Summer Vacation) de Genndy Tartakovsky
- 2019 : La Grande Aventure Lego 2 (The Lego Movie 2: The Second Part) de Mike Mitchell et Trisha Gum

###### Années 2020
- 2020 : La Famille Willoughby (The Willoughbys) de Kris Pearn et Rob Lodermeier
- 2021 : Les Mitchell contre les machines (The Mitchells vs. the Machines) de Mike Rianda et Jeff Rowe
- 2021 : America : Le Film (America: The Motion Picture) de Matt Thompson
- 2022 : Thor: Love and Thunder de Taika Waititi
- 2023 : Crazy Bear (Cocaine Bear) d'Elizabeth Banks
- 2023 : Ninja Turtles: Teenage Years (Teenage Mutant Ninja Turtles: Mutant Mayhem) de Jeff Rowe et Kyler Spears
- 2024 : Coyote vs. Acme de Dave Green
- 2024 : Junior et ses amis, le film de Paul Germain
- 2025 : Minecraft de Jared Hess

##### Courts métrages
- 1976 : Devo: Jocko Homo de Chuck Statler
- 1993 : Down on the Waterfront de Stacy Title
- 1996 : The Donut Man: After School de Ricky Blair
- 1998 : The Wacky Adventures of Ronald McDonald: Scared Silly de John Holmquist
- 1998 : Flying with the Angels de Nancye Ferguson et Richard Newton
- 1999 : The Wacky Adventures of Ronald McDonald: The Legend of Grimace Island de Jim Duffy
- 1999 : The Wacky Adventures of Ronald McDonald: The Visitors from Outer Space
- 2001 : Spotlight on Location: The Adventures of Rocky & Bullwinkle
- 2001 : The Wacky Adventures of Ronald McDonald: Birthday World de Crescenzo G.P. Notarile
- 2001 : The Wacky Adventures of Ronald McDonald: Have Time, Will Travel de Crescenzo G.P. Notarile
- 2004 : Popeye's Voyage: The Quest for Pappy d'Ezekiel Norton
- 2004 : You Animal de Igor Kovalyov
- 2007 : Devo: Watch Us Work It de Jonas Åkerlund
- 2011 : Devo: The Superman Thing de Jon Shelton
- 2011 : Vacances à Hawaï (Hawaiian Vacation) de Gary Rydstrom
- 2011 : Born to Be Wild 3D (documentaire) de David Lickley
- 2012 : Goodnight, Mr. Foot de Genndy Tartakovsky
- 2013 : Super Manny de David Feiss
- 2013 : Earl Scouts de David Feiss
- 2014 : Steve's First Bath de David Feiss
- 2014 : Attack of the 50 Ft Gummi Bear! de David Feiss
- 2014 : Island of Lemurs: Madagascar (documentaire) de David Douglas
- 2015 : Cosmic Scrat-tastrophe de Mike Thurmeier et Galen T. Chu
- 2017 : Puppy de Genndy Tartakovsky
- 2018 : Pandas (documentaire) de David Douglas et Drew Fellman

#### Télévision

##### Séries télévisées
- 1991 : Davis Rules
- 1991 : Liquid Television
- 1992 : Mann & Machine
- 1993 : South Beach
- 1993 : Bakersfield P.D. (Bakersfield, P.D.)
- 1994 : Hotel Malibu
- 1995 : If Not for You
- 1995 : Drôle de chance (Strange Luck)
- 1995 : Too Something
- 1997 : Fired Up
- 1998 : Stories from My Childhood
- 1998 : The Mr. Potato Head Show
- 2000 : Clifford le gros chien rouge (Clifford the Big Red Dog)
- 2000 : Grosse Pointe
- 2000 : Tucker
- 2000 : Junior et ses amis
- 2002 : Pour le meilleur et pour le pire (Hidden Hills)
- 2002 : MDs
- 2003 : Les Razbitume (All Grown Up)
- 2004 : LAX (pilote)
- 2006 : Big Love
- 2006 : Eureka
- 2013 : The Carrie Diaries
- 2018 : Désenchantée (Disenchantment)

##### Téléfilms
- 1993 : The Louie N' Louie Show In: A Seedy Situation de Steven Dovas
- 1994 : Edith Ann: A Few Pieces of the Puzzle de Tamara Varga
- 1994 : Edith Ann: Homeless Go Home de Tamara Varga
- 1995 : The Courtyard de Fred Walton
- 1996 : Class Reunion (documentaire) de Donald Bull et Glenn Morgan
- 1997 : Quicksilver Highway de Mick Garris
- 1997 : Délit d'abandon (Unwed Father) de Michael Switzer
- 1998 : Les Sorcières d'Halloween (Halloweentown) de Duwayne Dunham
- 1999 : Embrouilles dans la galaxie (Can of Worms) de Paul Schneider
- 1999 : Last Rites de Kevin Dowling
- 2000 : Mon clone et moi (The Other Me) de Manny Coto
- 2000 : Rugrats: Acorn Nuts & Diapey Butts de Louie del Carmen, Jim Duffy, Chris Hermans
- 2001 : The Rugrats: All Growed Up d'Anthony Bell
- 2001 : Les Sorcières de Halloween 2 (Halloweentown II: Kalabar's Revenge) de Mary Lambert
- 2001 : A Rugrats Kwanzaa Special
- 2002 : Second String de Robert Lieberman
- 2003 : Drôles de vacances (The 'Even Stevens' Movie) de Sean McNamara
- 2003 : Stinky Pierre de Zhenia Delioussine et Andrei Svislotski
- 2005 : The WIN Awards
- 2008 : Courtroom K d'Anthony et Joe Russo
- 2016 : The Interestings de Mike Newell
- 2017 : The David S. Pumpkins Halloween Special de Don Roy King

#### Ludographie
- 1996 : Crash Bandicoot
- 1996 : Devo Presents Adventures of the Smart Patrol
- 1997 : Crash Bandicoot 2: Cortex Strikes Back
- 1998 : Rugrats Adventure Game
- 1998 : Les Razmoket : À la recherche de Reptar (Rugrats: Search for Reptar)
- 1998 : Crash Bandicoot 3: Warped
- 1999 : Les Razmoket font leur Cinéma (Rugrats: Studio Tour)
- 1999 : Interstate '82
- 1999 : Crash Team Racing
- 2001 : Jak and Daxter: The Precursor Legacy
- 2003 : Jak II : Hors-la-loi
- 2004 : Les Sims 2 (The Sims 2)
- 2006 : Les Sims 2 : La Bonne Affaire (The Sims 2: Open for Business)
- 2006 : Les Sims 2 : Animaux et Cie (The Sims 2: Pets)
- 2007 : MySims
- 2008 : Boom Blox
- 2010 : Skate 3
- 2021 : Ratchet and Clank: Rift Apart

### Comme acteur
- 1980 : Pray TV : Performer
- 1982 : Neil Young: Human Highway : Performer
- 1983 : We're All Devo : Performer
- 1990 : The Spirit of '76 : Chevron-17
- 1991 : Shakespeare's Plan 12 from Outer Space

## Distinctions

### Récompenses
- 1997 : BMI TV Music Award pour Fired Up (1997)
- 1999 : BMI Film Music Award pour Les Razmoket, le film (1998)
- 2000 : Meilleure musique au festival international du film de Milan pour Enragés (1999)
- 2001 : BMI Film Music Award pour Les Razmoket à Paris (2000)
- 2002 : BMI Cable Award pour Les Razmoket (1991)
- 2003 : BMI Cable Award pour Le Journal intime d'un homme marié (2001)
- 2004 : BMI Cable Award pour Les Razbitume (2003)

### Nominations
- 1985 : Grammy Award pour We're All Devo (1983)
- 1997 : Grammy Award pour Quicksilver Highway (1997)
- 2002 : Daytime Emmy Award pour Clifford le grand chien rouge (2000)